# Идоко, Эне Франка
Эне Франка Идоко (англ. Ene Franca Idoko; 15 июня 1985) — нигерийская легкоатлетка, призёр Олимпийских игр.
Эне Франка Идоко родилась в 1985 году. В 2008 на Олимпийских играх в Пекине она стала обладателем бронзовой медали в эстафете 4×100 м.